# Harthberg-Kaserne
Die Harthberg-Kaserne in Schwalmstadt-Treysa im Schwalm-Eder-Kreis in Nordhessen war von 1961 bis Ende 2006 ein Bundeswehrstandort des Heeres. Seit dem Kauf des Areals durch eine Holzverarbeitungsfirma im Jahre 2007 und die Stadt Schwalmstadt im Jahre 2009 entstehen dort Gewerbeflächen und Wohnungen.

## Geographische Lage
Das etwa 34,5 ha große Gelände der ehemaligen Kaserne liegt östlich der Kernstadt von Treysa an einem Südhang im und am Treysaer Stadtwald Hardt; hinzu kamen etwa 4 ha im Stadtwald Linde für den Standortschießstand. Westlich vorbei führt die Trasse der Main-Weser-Bahn von Frankfurt über Marburg nach Kassel. Im Süden passieren die 1995 stillgelegte Bahnstrecke der Kanonenbahn und der Knüllwaldbahn, auf der heute der Bahnradweg Rotkäppchenland verläuft, und die Bundesstraße 454 das Gelände.

## Geschichte
Der Bau der neuen Kaserne begann am 1. Oktober 1959, und am 9. September 1960 war Richtfest für die ersten 12 Gebäude. In einem zweiten Bauabschnitt kamen später weitere 13 Bauten hinzu. Um die Durchfahrt der schweren Kettenfahrzeuge durch die Treysarer Innenstadt zum Bahnhof Treysa abzustellen, baute die Deutsche Bundesbahn vom im Osten der Stadt gelegenen alten Bahnhof aus ein Anschlussgleis mit einer Doppel-Kopframpe am Westrand der Harthberg-Kaserne.

### Panzerartilleriebataillon 21
Am 21. September 1961 zog das Panzerartilleriebataillon 21 (PzArtBtl 21) in die Kaserne ein. Das Bataillon war im Mai 1958 in Niederlahnstein als III./Feldartillerieregiment 2 (III./FArtRgt 2) aufgestellt worden und vom 15. März 1959, an diesem Tage umbenannt in Panzerartilleriebataillon 21 (PzArtBtl 21), bis zum 21. September 1961 in der Flugplatz-Kaserne Fritzlar stationiert. Am 19. Dezember 1959 war es in Feldartilleriebataillon 21 (FArtBtl 21) und am 1. Juli 1961 wieder in PzArtBtl 21 umbenannt worden. Mit dem Bataillon kam auch die ihm unterstellte Ausbildungskompanie 11/2 (AusbKp 11/2) nach Treysa.
Das Bataillon wurde im Zuge der Auflösung von Bundeswehreinheiten am 30. September 1993 aufgelöst.

### Raketenartilleriebataillon 22
Im September 1961 kam auch die 5. Batterie des Artilleriebataillons 22 (ab April 1969 Raketenartilleriebataillon 22 (RakArtBtl 22)) nach Treysa, gefolgt im Juni 1962 von der 4. Batterie des gleichen Bataillons. Im Februar 1969 verlegten dann auch die 1., 2. und 3. Batterie und der Stab des Bataillons aus Frankenberg (Eder), wo sie seit Februar 1962 gelegen hatten, in die Harthberg-Kaserne. In seiner Aufstellungsphase von Januar 1960 bis September 1961 waren die Batterien des Bataillons über Standorte in Wolfhagen (2. Batterie), Neustadt (Hessen) (5. Batterie), Gießen (4. Batterie) und Schwarzenborn (Stab, 1., 3. und 4. Batterie) verstreut gewesen.
Die am 6. April 1961 in Neustadt aufgestellte und im September 1961 in die Harthberg-Kaserne verlegte 5. Batterie (Begleitbatterie) des ArtBtl 22 wurde im Rahmen der Umgliederung auf das Heeresmodell 4 am 1. April 1979 in 4./RakArtBtl 22 umbenannt. Zu ihren Aufgaben zählte u. a. die Sicherung des Transports der Gefechtsmunition sowie – in enger Zusammenarbeit dem 7th US Army Field Artillery Detachment – die Bewachung des Sondermunitionslagers Treysa östlich des Standortübungsplatzes, in dem die Atomsprengköpfe für die beiden Artilleriebataillone und ab 1972 auch für das Panzerartilleriebataillon 65 in Mengeringhausen gelagert waren. Das PzArtBtl 21 hatte eine Batterie atomwaffenfähiger Haubitzen M110, und das RakArtBtl 22 verfügte ab 1960 über sechs, ab 1970 nur noch vier Raketenwerfer der Kurzstreckenrakete „Honest John“. Die Batterie bestand anfangs aus vier, ab 1991 nur noch aus zwei Zügen. Sie wurde am 1. April 1990 unter der neuen Bezeichnung Begleitbatterie 2 dem Artillerieregiment 2 unmittelbar unterstellt, Ende September 1992 zunächst dem Feldartilleriebataillon 21 unterstellt und dann zum 30. September 1993 aufgelöst.
Gleichzeitig mit der Ausgliederung der Begleitbatterie im April 1990 erhielt das RakArtBtl 22 eine neue 4. und 5. Batterie, die jeweils mit Mehrfachraketenwerfern des Mittleren Artillerieraketensystems (MARS) ausgestattet waren.
Das Bataillon wurde am 30. September 1992 aufgelöst.

### 7th U.S. Army Field Artillery Detachment
Am 9. Mai 1962 kam das im Dezember 1961 in Fort Sill, Oklahoma, als 7th U.S. Army Missile Detachment aufgestellte 7th U.S. Army Field Artillery Detachment nach Treysa. Es gehörte zur 512th U.S. Army Artillery Group, ab Juni 1966 zur 557th U.S. Army Artillery Group. Die Einheit hatte etwa Zugstärke und bewachte den „Inneren Sperrbereich“ des Sondermunitionslagers Treysa. Zugang zu diesem Bereich war für deutsches Personal nur in Begleitung von mindestens zwei amerikanischen Soldaten gestattet. Das Detachment wurde am 25. Juni 1992 zurück in die USA verlegt und dort aufgelöst.

### Nachschub- und Feldjäger-Einheiten
Um den Standort Treysa zu erhalten, wurden nach der Auflösung der beiden Artilleriebataillone dort die Feldjägerausbildungskompanie 700, der Stab des Nachschubregiments 5 und das Nachschubbataillon 51 (NSchBtl 51) mit der 1., 4., 5., 6., (nicht aktiven) 10. und ab 2001 auch 7. Kompanie neu aufgestellt. Dem Bataillon in Friedenszeiten unterstellt war zudem die 5. Kompanie des NschBtl 52, eine sogenannte KRK Einheit.
Bei der Heeres-Umgliederung von 1996 („Neues Heer für neue Aufgaben“ wurde die Stabskompanie des neu gebildeten Logistik-Regiments 5 (LogRgt 5) in Treysa stationiert und das NschBtl 51 mit der ihm unterstellten 5./NschBtl 52 dieser Brigade unterstellt. Daneben wurden auch das Nachschubausbildungszentrum 50 und die 6. (SGA-)Kompanie des NschBtl 310 in der Harthberg-Kaserne stationiert.
Bei der schon bald folgenden erneuten Heeres-Umgliederung 2001 („Heer der Zukunft (2001–2006)“) wurde das NSchBtl 51 der Logistikbrigade 100 in Unna unterstellt. Die 1., 4., 5., 6., (nicht aktive) 7. (Feldersatz-Kp.) und 8. (Ausbildungs-Kp.) Kompanie blieben in Schwalmstadt, während die 2. Kompanie in Unna und die 3. in Ahlen stationiert wurden. Das Nachschubregiment 5 wurde am 30. September 2003 wieder außer Dienst gestellt, das Nachschubbataillon 51 zum 31. Dezember 2006 aufgelöst. Die Feldjägerkompanie wurde, nach zweifacher Umbenennung und Unterstellung unter andere Bataillone, gegen Ende des Jahres 2006 in die Alheimer-Kaserne in Rotenburg an der Fulda verlegt.

### Übersiedler-Notunterkunft
Vom 13. November bis zum 1. Dezember 1989 wurden in dazu geräumten Gebäuden der Kaserne etwa 1000 aus der DDR geflüchtete und mit Sonderzügen aus der Deutschen Botschaft in Prag gekommene Übersiedler vorübergehend untergebracht, bis sie dann nach einem Schlüssel auf die Bundesländer verteilt wurden.

## Schließung und heutige Nutzung
Im Jahr 2005 wurde die Schließung des Standorts beschlossen. Sie wurde Ende 2006 mit der Außerdienststellung des Nachschubbataillons 51 und der Verlegung der Feldjägerkompanie nach Rotenburg vollzogen. Im Oktober 2007 begannen im ehemaligen Technischen Bereich im Ostteil der Kaserne umfangreiche Abräum- und Neubauarbeiten für eine Holzverarbeitungsfirma, die dort insgesamt über 20 Hektar erworben hatte und seitdem dort in Betrieb ist. Die Stadt Schwalmstadt kaufte am 6. August 2009 die restlichen 17 Hektar und begann mit deren Vermarktung an private Interessenten. Teile des Geländes wurden in ein Industriegebiet umgewandelt, was die günstige Lage mit Autobahn- und Gleisanschluss nutze kann.

## Stationierte Einheiten
- Panzerartilleriebataillon 21 (PzArtBtl 21): 21. September 1961 bis 30. September 1993
- Ausbildungskompanie 11/2 (AusbKp 11/2): 21. September 1961 bis 30. September 1967
- Feldartilleriebataillon 21 / Raketenartilleriebataillon 22 (RakArtBtl 22): 1961/1962/1969 bis 30. September 1992
- Begleitbatterie 2 (BeglBttr 2): 1. April 1990 bis 30. September 1993
- 7th Field Artillery-Detachment (US Army): 9. Mai 1962 bis 25. Juni 1992
- Nachschubregiment 5 (NschRgt 5): 1993 bis 30. September 1996
- Nachschubbataillon 51 (NschBtl 51): 1993 bis 31. Dezember 2006
- 5. Kompanie Nachschubbataillon 52- später 5./LogBtl 51 (5./NschBtl 52): 1997 bis 31. Dezember 2006
- Logistikregiment 5 (LogRgt 5): 1996 bis 30. September 2003
- Nachschubausbildungszentrum 50 (NschAZ 50): 1998 bis 30. September 2003
- 6. Kompanie Nachschubbataillon 310 (6./NschBtl 310): 1996 bis 30. September 2003
- Feldjägerausbildungskompanie 700 (FJgAusbKp 700) / 7. Kp./Feldjägerbataillon 801 (7./FJgBtl 801) / 6. Kp./Feldjägerausbildungsbataillon 351 (6./FjgAusbBtl 351): 1993 bis 2006